# ديفيد ريتشاردز (لاعب كريكت)
ديفيد ريتشاردز (8 نوفمبر 1931 بباث في المملكة المتحدة - )  (بالإنجليزية: David Richards)‏ هو لاعب كريكت بريطاني. لعب مع Wiltshire County Cricket Club ‏.